# جاده ئی۴۲۱ اروپا

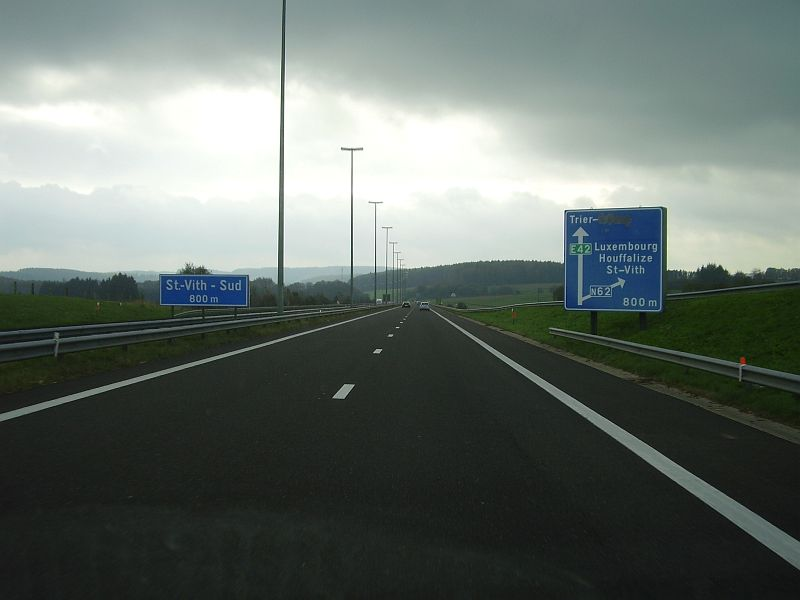

جاده ئی۴۲۱ اروپا (به انگلیسی: European route E421) یکی از جاده‌های درجه ۲ قاره اروپا است.
این جاده از شهر آخن (آلمان) شروع شده و در شهر لوکزامبورگ به پایان می‌رسد.